# Lopezus rennenkampffi
Lopezus rennenkampffi is een insect uit de familie van de mierenleeuwen (Myrmeleontidae), die tot de orde netvleugeligen (Neuroptera) behoort. 
Lopezus rennenkampffi is voor het eerst wetenschappelijk beschreven door Navás in 1924.